# П'ятикутне число
П'ятикутне число — це «фігурне число», яке розширює поняття трикутних і квадратних чисел до п'ятикутника, але, на відміну від перших двох, закономірності, що беруть участь у побудові п'ятикутних чисел, не обертально симетричні.
{\displaystyle n}-е п'ятикутне число {\displaystyle p_{n}} — це кількість різних точок у шаблоні точок, що складається з контурів правильних п'ятикутників зі сторонами до {\displaystyle n} точок, коли п'ятикутники перекриваються так, що вони мають одну спільну вершину. Наприклад, третє п'ятикутне число {\displaystyle p_{3}} утворюється з контурів, що містять 1, 5 і 10 точок, але перша точка та три з п'яти точок збігаються з трьома точками з десяти — залишаючи 12 різних точок, 10 у вигляді п'ятикутника і 2 всередині.
{\displaystyle p_{n}} задається формулою:
```
 

  

    

      

        

          
p

          

            
n

          

        

        
=

        

          

            

              
3

              

                
n

                

                  
2

                

              

              
−

              
n

            

            
2

          

        

      

    

    
{\displaystyle p_{n}={\frac {3n^{2}-n}{2}}}

  

```

для {\displaystyle n\geq 1}. Першими п'ятикутними числами є

Візуальне зображення перших шести п'ятикутних чисел.

1, 5, 12, 22, 35, 51, 70, 92, 117, 145, 176, 210, 247, 287, 330, 376, 425, 477, 532, 590, 651, 715, 782, 852, 925, 1001, 1080,
1162, 1247, 1335, 1426, 1520, 1617, 1717, 1820, 1926, 2035, 2147, 2262, 2380, 2501, 2625, 2752, 2882, 3015, 3151, 3290, 3432, 3577, 3725, 3876, 4030, 4187…
(див. послідовність A000326 в OEIS).
{\displaystyle n}-е п'ятикутне число — це одна третя {\displaystyle (3n-1)}-го трикутного числа.
Узагальнені п'ятикутні числа отримують із наведеної вище формули, але з {\displaystyle n=0,1,-1,2,-2,3,-3,4,...}:
0, 1, 2, 5, 7, 12, 15, 22, 26, 35, 40, 51, 57, 70, 77, 92, 100, 117, 126, 145, 155, 176, 187, 210, 222, 247, 260, 287, 301,
330, 345, 376, 392, 425, 442, 477, 495, 532, 551, 590, 610, 651, 672, 715, 737, 782, 805, 852, 876, 925, 950, 1001, 1027, 1080, 1107, 1162, 1190, 1247, 1276, 1335,..
(див. послідовність A001318 в OEIS).
Узагальнені п'ятикутні числа мають важливе значення для теорії Ейлера про розбиття, як це показано в його [[:en:Pentagonal number theorem}|теоремі про п'ятикутне число]]. Кількість точок всередині самого зовнішнього контору п'ятикутника, що утворює п'ятикутне число, само по собі є узагальненим п'ятикутним числом.
П'ятикутні числа не слід плутати з центрованими п'ятикутними числами .

## Узагальнені п'ятикутні числа та центровані шестикутні числа
Узагальнені п'ятикутні числа тісно пов'язані з центрованими шестикутними числами. Коли множина точок, що відповідає центрованому шестикутному числу, розбивається між її середнім та сусіднім рядками, то число представляється як сума двох узагальнених п'ятикутних чисел, причому більше з них є просто п'ятикутним числом:
| 1=1+0 |  | 7=5+2                     |  | 19=12+7                                                                   |  | 37=22+15 |
| ----- |  | ------------------------- |  | ------------------------------------------------------------------------- |  | --- |
| *     |  | * · * · * · * · * · * · * |  | * · * · * · * · * · * · * · * · * · * · * · * · * · * · * · * · * · * · * |  | * · * · * · * · * · * · * · * · * · * · * · * · * · * · * · * · * · * · * · * · * · * · * · * · * · * · * · * · * · * · * · * · * · * · * · * · * |

У загальному випадку:
```

  

    

      

        
3

        
n

        
(

        
n

        
−

        
1

        
)

        
+

        
1

        
=

        

          

            
1

            
2

          

        

        
n

        
(

        
3

        
n

        
−

        
1

        
)

        
+

        

          

            
1

            
2

          

        

        
(

        
1

        
−

        
n

        
)

        
(

        
3

        
(

        
1

        
−

        
n

        
)

        
−

        
1

        
)

        
,

        

        
n

        
≥

        
1

        
,

      

    

    
{\displaystyle 3n(n-1)+1={\frac {1}{2}}n(3n-1)+{\frac {1}{2}}(1-n)(3(1-n)-1),\quad n\geq 1,}

  

```

де обидва члени у правій частині співвідношення є узагальненими п'ятикутними числами, а перший доданок є просто п'ятикутним числом. Таке розбиття централізованих шестикутних масивів дає узагальнені п'ятикутні числа як трапецієподібні масиви, що може бути інтерпретовано як діаграми Феррера для її розбиття. Таким чином, її можна використовувати для доведення теореми про п'ятикутне число, яка згадувалася вище.

## Перевірка щодо п'ятикутності числа
Для заданого додатного натурального числа {\displaystyle x}, щоб перевірити, чи є це число п'ятикутним (неузагальненим), необхідно обчислити:
```
 

  

    

      

        
n

        
=

        

          

            

              

                

                  
24

                  
x

                  
+

                  
1

                

              

              
+

              
1

            

            
6

          

        

        
.

      

    

    
{\displaystyle n={\frac {{\sqrt {24x+1}}+1}{6}}.}

  

```

Число {\displaystyle x} є п'ятикутним тоді і тільки тоді, коли {\displaystyle n} — натуральне число. У цьому випадку {\displaystyle x} — {\displaystyle n}-е п'ятикутне число.

### Тест на повний квадрат
Для узагальнених п'ятикутних чисел достатньо лише перевірити, чи є
```
 

  

    

      

        
24

        
x

        
+

        
1

      

    

    
{\displaystyle 24x+1}

  

```

повним квадратом. Для неузагальнених п'ятикутних чисел, крім перевірки на повний квадрат, необхідно також перевірити, що
```
 

  

    

      

        

          

            
24

            
x

            
+

            
1

          

        

        
≡

        
5

        

        

        
mod

        

        

        
6.

      

    

    
{\displaystyle {\sqrt {24x+1}}\equiv 5\qquad \mod 6.}

  

```

Математичні властивості п'ятикутних чисел забезпечують, щоб ці перевірки були достатніми для доведення або спростування п'ятикутності числа.

## Квадратні п'ятикутні числа
Квадратне п'ятикутне число — це п'ятикутне число, яке також є повним квадратом.
Першими квадратними п'ятикутними числами є:
0, 1, 94109401, 903638458801, 8676736387298001, 83314021887196947001, 799981229484128697805801, 7681419682192581869134354401, 73756990988431941623299373152801,…
(послідовність A036353 в OEIS).